# Annelies Bredael
Annelies Bredael, belgijska veslačica, * 15. junij 1965, Willebroek, Antwerpen.
Bredaelova je za Belgijo nastopila na Poletnih olimpijskih igrah 1988, 1992 in 1996. 
Na igrah v Barceloni leta 1992 je v enojcu osvojila srebrno medaljo. 